# スネークス・アンド・アローズ (ラッシュのアルバム)
『スネークス・アンド・アローズ』 (Snakes & Arrows) は、カナダ出身のロックバンド、ラッシュの18作目のスタジオ・アルバム。
ラッシュのアルバムでは最多となる3曲のインストゥルメンタルが収録されている。また、収録曲の多くは3/4拍子で作曲されている。共同プロデューサーにニック・ラスキュリネッツ（エヴァネッセンス、ヴェルヴェット・リヴォルヴァー、スキッド・ロウ）を迎えた。
「マリグナント・ナルシシズム」でグラミー賞の最優秀ロック・インストゥルメンタル・パフォーマンス賞にノミネートされた。

## 背景
トロントでツアー中だったデイビッド・ギルモア（ピンク・フロイド）と会い、アコースティック・ギターで作曲するようアドバイスを受けた。
2006年1月にアルバムに向けた曲作りが開始された。
2006年11月から12月にかけて、ニューヨーク州キャッツキル山地のトンチ山にあるグレン・トンチ内のアレア・スタジオで36日間にわたってレコーディングが行われた。
アレックス・ライフソンはギャリソン・マンドラ、マンドリン、ブズーキ、ギブソン・ES-335、ギブソン・レスポール・ゴールドトップ、フェンダー・テレキャスターなどを使用している。
ゲディ・リーはメインベースにフェンダー・ジャズ・モデル（1972年製）を使用し、ニック・ラスキュリネッツの強い要望により、ムーグ・タウルス・ベース・ペダルを「パワー・ウィンドウズ」（1985年）以来、最も多く使用している。
ニール・パートは「私は世界と痴話喧嘩をした」というロバート・フロストの墓碑銘に触発され、15年前に封印していた作詞のアイデアを使用した。

## 楽曲
「ホープ」はアレックス・ライフソンがギャリソン・AG-400 12弦（DADAADチューニング）を用いて即興で演奏している。
「フェイスレス」や「グッド・ニュース・ファースト」などの曲ではメロトロンが使用されている。

## 収録曲
| 全作詞: ニール・パート、全作曲: アレックス・ライフソン ＆ ゲディ・リー（注記ない場合）。 |                                 |                |                                                         |      |
| #                                                                                        | タイトル                        | 作詞           | 作曲・編曲                                              | 時間 |
| 1.                                                                                       | 「Far Cry」                     | ニール・パート | アレックス・ライフソン ＆ ゲディ・リー （注記ない場合） | 5:21 |
| 2.                                                                                       | 「Armor And Sword」             | ニール・パート | アレックス・ライフソン ＆ ゲディ・リー （注記ない場合） | 6:36 |
| 3.                                                                                       | 「Workin' Them Angels」         | ニール・パート | アレックス・ライフソン ＆ ゲディ・リー （注記ない場合） | 4:47 |
| 4.                                                                                       | 「The Larger Bowl (A Pantoum)」 | ニール・パート | アレックス・ライフソン ＆ ゲディ・リー （注記ない場合） | 4:07 |
| 5.                                                                                       | 「Spindrift」                   | ニール・パート | アレックス・ライフソン ＆ ゲディ・リー （注記ない場合） | 5:24 |
| 6.                                                                                       | 「The Main Monkey Business」    | ニール・パート | アレックス・ライフソン ＆ ゲディ・リー （注記ない場合） | 6:01 |
| 7.                                                                                       | 「The Way The Wind Blows」      | ニール・パート | アレックス・ライフソン ＆ ゲディ・リー （注記ない場合） | 6:28 |
| 8.                                                                                       | 「Hope」(Music: Lifeson)        | ニール・パート | アレックス・ライフソン ＆ ゲディ・リー （注記ない場合） | 2:03 |
| 9.                                                                                       | 「Faithless」                   | ニール・パート | アレックス・ライフソン ＆ ゲディ・リー （注記ない場合） | 5:31 |
| 10.                                                                                      | 「Bravest Face」                | ニール・パート | アレックス・ライフソン ＆ ゲディ・リー （注記ない場合） | 5:12 |
| 11.                                                                                      | 「Good News First」             | ニール・パート | アレックス・ライフソン ＆ ゲディ・リー （注記ない場合） | 4:51 |
| 12.                                                                                      | 「Malignant Narcissism」        | ニール・パート | アレックス・ライフソン ＆ ゲディ・リー （注記ない場合） | 2:17 |
| 13.                                                                                      | 「We Hold On」                  | ニール・パート | アレックス・ライフソン ＆ ゲディ・リー （注記ない場合） | 4:13 |

## チャート
| Year | Chart                | 最高順位 |
| ---- | -------------------- | -------- |
| 2007 | Billboard 200        | 3        |
| 2007 | 全英アルバムチャート | 13       |